# Lorenzo Tonelli
Lorenzo Tonelli (ur. 17 stycznia 1990 we Florencji) – włoski piłkarz występujący na pozycji obrońcy we włoskim klubie Empoli FC. Były młodzieżowy reprezentant Włoch.